# Gabriel Mvumvure
Gabriel Mvumvure (Harare, 23 de fevereiro de 1988) é um atleta do Zimbábue que treina na Universidade do Estado da Luisiana, nos Estados Unidos. Participou do Campeonato Mundial de Atletismo de 2009, ficando em 59º lugar nos 200 metros. Tem como melhor tempo da vida na prova 20,72 segundos, conseguido na cidade de Louisville.